# カート・スミス
カート・スミス（Curt Smith、1961年6月24日 - ）は、イギリスのミュージシャン。イングランド・バース出身。
ティアーズ・フォー・フィアーズのメンバーとして知られ、ソロ活動も行っている。

## 初期の経歴
イングランド西部・バースにて、幼馴染のローランド・オーザバルと共に音楽活動を開始。1970年代後期には、スカなどを演奏するグループ、グラデュエイトとしてアルバムを発表。グループ解散後にローランドとカートは、ピート・バーン＆ロブ・フィッシャーという後にネイキッド・アイズを結成する2人とネオンというバンドを短期間組んだ後、ティアーズ・フォー・フィアーズ（以下、TFF）を結成した。順調な活動により世界的な成功を収めたTFFであったが、1990年代に入りローランドとの軋轢からカートはTFFを脱退する。以後、ソロとしての活動がスタートした。

## ソロ活動

### アルバム『コーリング・アウト』
1991年のTFF脱退から間もなくして発表された最初のソロ・アルバムが『コーリング・アウト』である。本作は英国のチャートで成功とは言い難い結果しか残せなかったこともあり、米国でのリリースは見送られている。カート本人もその出来を気に入っておらず、後に本作はフォノグラム／マーキュリーでのレコード契約を果たすために作ったものだったと主張している。

### アルバム『Mayfield』と『Aeroplane』
ニューヨークへ移住した後の1995年、ギタリストで音楽プロデューサーとしても知られるチャールトン・ペタスらと共にMayfield（メイフィールド）を結成した。バンド名義になってはいるが、ほとんどの楽曲をカートが手掛けるほか、プロモーションの仕方や命名方法（著名なミュージシャン、カーティス・メイフィールドの名前にもじっている。「Curtis Mayfield」→「Curt is Mayfield」）などから見て、明らかにソロ活動の延長線上にあるものといえる。カートが小さなクラブ・ハウスでの演奏を嗜好したため、ライブ・バンドとしての活動が中心となった。1997年にバンド名と同タイトルのアルバム『Mayfield』をリリース。スマッシュ・ヒットとなる。1999年には個人名義ながらクレジットには「"Mayfield"［featuring Curt Smith］」と入った『Aeroplane』を発表している（米国盤は6曲収録のミニ・アルバム。カナダ盤等は米国盤に『Mayfield』からの追加曲を加えた体裁となっている）。

### アルバム『Halfway, pleased』
2000年になり、後に『Halfway, pleased』に結実する楽曲制作を開始。しかし、約10年間も音沙汰がなかったローランドと再び話す機会を得て、プロジェクトは延期されることとなった。2人の会話は、TFFの再結成、2004年の『Everybody Loves a Happy Ending』発表、それに伴う世界的なツアーに結びついた。そのため、2006年まで制作を再開できなかった。半自叙伝的なアルバムには、自分の子どもたち、両親、友達との関係などが織り込まれている。
2007年4月に、フランスのレーベルXIII Bis Recordsからリリース。『Everybody Loves a Happy Ending』に収録された「Who You Are」のオリジナル・ヴァージョン、TFFの英国でのライブ音源である「Snow Hill」、フランス人女性シンガーであるSOとのデュエット「Seven Of Sundays」などを含む14曲を収録。KOOKという自らのレーベルを介して、米国盤および各国盤が2008年5月にリリースされている（ボーナス曲に変更あり）。その際に、用途が非商業的で、カート・スミスの作品と表示される限り、ファンが歌を上演したり使用することを可能にするクリエイティブ・コモンズのライセンス下でリリースされている。

### ソーシャルメディア・プロジェクト
2010年に1月、Twitterを通じて知り合ったアバンギャルドなチェロ奏者、ゾーイ・キーティング（Zoe Keating）をフィーチャリングしたシングル「All Is Love」を発表した。この曲は、ソーシャルメディアで出会ったアーティストと共演してアルバムの長さになるくらいコラボレート作品を発表していく企画の第1弾として位置づけられている。同年8月には同様な形式でUniversal Hall Passをゲストに迎えたシングル「Perfectly …Still」を発表している。

### アルバム『Deceptively Heavy』
TFFとしてのツアーを行いながら、ソロ用の楽曲制作を継続し、2013年には、アルバム『Deceptively Heavy』をダウンロード販売にて発表した。

## その他の活動
俳優としての活動歴もあり、1994年の『The Dead Connection』にてチョイ役で出演し、2000年の『The Private Public』ではより重要な役柄で出演している（共に日本未公開）。
2006年から8シーズン放送されたTVドラマ『サイク/名探偵はサイキック?』には何度か本人役で登場している。
2010年には、インターネット上の音楽番組「Stripped Down Live With Curt Smith」にてホストを務め、さまざまなミュージシャンを紹介した。

## 私生活
カートはバースで成長し、スノーヒル公営住宅団地(その後作られた「Snow Hill」という楽曲の題材でもある)で生活した。結婚は2度経験している。最初の妻はリン・アルトマン。1980年代の初めに結婚し10年ほどで破局を迎えた。その後、1988年から交際を始めたフランシス・ペニントンと1996年に再婚。現在、2人の娘をもうけ米国で暮らしている。2007年には米国に帰化。2008年の大統領選挙ではバラク・オバマ候補を支援した。
カートは年期の入ったサッカー・ファンで、マンチェスター・ユナイテッドのサポーターである。Champions Soccer Radio NetworkによるUEFAチャンピオンズリーグ・2008決勝のゲーム前の番組でゲスト・コメンテーターを務めている。

## ディスコグラフィ

### ソロ・アルバム
- 『コーリング・アウト』 - Soul on Board (1991年)
- Mayfield (1997年) ※Mayfield名義
- Aeroplane (1999年)
- Halfway, pleased (2007年)
- Deceptively Heavy (2013年)

### ソロ・シングル
- "Calling Out" (1991年)
- "Words" (1992年)
- "What Are We Fighting For?" (1997年) ※Mayfield名義
- "Reach Out" (1998年) ※Mayfield名義
- "All Is Love" (2010年) ※featuring Zoë Keating名義・配信のみ
- "Perfectly …Still" (2010年) ※featuring Universal Hall Pass（Melissa R. Kaplan）名義・配信のみ
- "This Is Christmas" (2010年)

### グラデュエイト
- Acting My Age (1980年)

### ネオン
- "Making Waves" / "Me I See In You" (1980年)
- "Communication Without Sound" (1981年)

### ティアーズ・フォー・フィアーズ
- 『ザ・ハーティング』 - The Hurting (1983年) ※旧邦題『チェンジ』
- 『シャウト』 - Songs From The Big Chair (1985年)
- 『シーズ・オブ・ラヴ』 - The Seeds Of Love (1989年)
- Everybody Loves A Happy Ending (2004年)